# Walking Down a Street Called Love
Walking Down a Street Called Love je koncertní album amerického kytaristy a příležitostného zpěváka Linka Wraye, nahrané v roce 1996 a vydané o rok později, v roce 1997.

## Seznam skladeb
1. Walking Down A Street Called Love (Wray) – 3:47
2. Batman (Hefti) – 2:07
3. Mystery Train/My Babe/That'sAlright Mama/I Got a Woman (Charles, Crudup, Dixon, Parker, Phillips) – 5:13
4. Jailhouse Rock (Lieber, Stoller) – 4:43
5. Mr. Guitar (Wray Snr.) – 2:01
6. Born to Be Wild (Dees, Orbison) – 6:21
7. Rumble (Grant, Wray) – 3:17
8. Sweeper (Wray) – 2:59
9. Jack The Ripper (Cooper, Wray Snr.) – 2:30)
10. Deuces Wild (Wray) – 7:25
11. Tiger Man (Burn, Lewias) – 3:22
12. King Creole (Lieber, Stoller) – 2:17
13. Fire (Springsteen) – 7:50
14. I Can't Help It (If I'm Still in Love With You) (Williams) – 4:22
15. Run Chicken Run (Grant, Wray) – 2:49
16. Ace Of Spades (Cooper, Wray) – 2:22
17. Young And Beautiful (Burnette, Osborn) – 2:18
18. Rumble (Grant, Wray) – 3:38